# Isla Damas
L'Isla Damas è un'isola del Cile centrale, situata lungo la costa. Appartiene alla regione di Coquimbo e alla provincia di Elqui; è amministrata dal comune di La Higuera.
Assieme alle isole Chañaral e Choros costituisce la Reserva nacional Pingüino de Humboldt. Solo su Damas è possibile sbarcare anche se con limitazioni.
L'isola Damas si trova a sud e discosta da Chañaral (che appartiene alla regione di Atacama); è posizionata assieme all'isola Choros e all'isola Gaviota vicino a punta Choros dove è situato l'omonimo villaggio. Damas ha una superficie di 0,6 km².
Sulle scogliere e tra le rocce dell'isola nidificano il cormorano, il pinguino di Humboldt e la sula del Perù. Vi sono inoltre sull'isola delle colonie di leone marino sudamericano e di lontra marina. Nelle acque dell'area sono spesso presenti i delfini dal naso a bottiglia.